# Пиявчик, Иван Павлович
Иван Павлович Пиявчик (1913—2002) — подполковник Советской Армии, участник Великой Отечественной войны, Герой Советского Союза (1945).

## Биография
Иван Пиявчик родился 1 февраля 1913 года в селе Жилинцы (ныне — Ярмолинецкий район Хмельницкой области Украины). После окончания средней школы работал в колхозе, поступил на учёбу в сельскохозяйственный техникум. В 1932 году Пиявчик был призван на службу в Рабоче-крестьянскую Красную Армию. Демобилизовавшись в 1934 году, проживал и работал во Владивостоке. В 1941 году Пиявчик повторно был призван в армию. Окончил курсы политработников и артиллерийские курсы. С января 1943 года — на фронтах Великой Отечественной войны.
К январю 1945 года гвардии капитан Иван Пиявчик командовал батареей 369-го гвардейского самоходно-артиллерийского полка 9-го гвардейского танкового корпуса 2-й гвардейской танковой армии 1-го Белорусского фронта. Отличился во время освобождения Польши. 15 января 1945 года батарея Пиявчика прорвала с Магнушевского плацдарма немецкую оборону и, форсировав реку Пилица, продолжила наступление в северо-западном направлении. 16 января 1945 года она приняла активное участие в боях за освобождение Груеца и Жирардува, а в ночь с 17 на 18 января в числе первых вошла в Сохачев, где сражалась в течение двух дней, нанеся противнику большие потери.
Указом Президиума Верховного Совета СССР от 27 февраля 1945 года за «мужество и героизм, проявленные в Висло-Одерской операции» гвардии капитан Иван Пиявчик был удостоен высокого звания Героя Советского Союза с вручением ордена Ленина и медали «Золотая Звезда» за номером 5757.
31 января 1945 года Пиявчик в бою получил тяжёлое ранение. После окончания войны он продолжал службу в Советской Армии. В 1946 году Пиявчик окончил Ленинградскую школу бронетанковых войск. В 1963 году в звании подполковника он был уволен в запас. Проживал и работал сначала в Каунасе, затем в Хмельницком. Скончался 20 июня 2002 года, похоронен на Аллее Славы Хмельницкого городского кладбища.
Был также награждён орденами Отечественной войны 1-й степени и Красной Звезды, рядом медалей.